# Lijst van rijksmonumenten aan het Damrak
Een overzicht van de 21 rijksmonumenten aan het Damrak in Amsterdam.
| Object | Oorspronkelijke functie? | Bouwjaar                        | Architect                                          | Locatie                                       | Coördinaten?                  | Nr.?   | Afbeelding                      |
| --- | ------------------------ | ------------------------------- | -------------------------------------------------- | --------------------------------------------- | ----------------------------- | ------ | ------------------------------- |
| Victoria Hotel | Horeca                   | 1882-1890                       | J.F. Henkenhaf                                     | Damrak 1 t/m 5 en Prins Hendrikkade 38 en 47A | 52° 22' 38" NB, 4° 53' 53" OL | 518423 | Meer afbeeldingen               |
| Enige malen herbouwd huis, vanwege de zandstenen onderdelen van de gevelhals                                                      | Woonhuis                 | eerste kwart 18e eeuw           |                                                    | Damrak 6                                      | 52° 22' 37" NB, 4° 53' 52" OL | 855    | Meer afbeeldingen               |
| Pand met forse halsgevel met rijke top: vazen op de krullen en borstbeeld op de gelobde volutenafdekking, ornament op de hijsbalk | Gebouw                   |                                 |                                                    | Damrak 8                                      | 52° 22' 37" NB, 4° 53' 52" OL | 856    | Meer afbeeldingen               |
| Pand met gevel onder rechte, in het midden iets verhoogde lijst met consoles                                                      | Gebouw                   | ca. 1725                        |                                                    | Damrak 18                                     | 52° 22' 36" NB, 4° 53' 50" OL | 857    | Meer afbeeldingen               |
| Pand met halsgevel met het jaartal op een schild in de afdekking                                                                  | Woonhuis                 | 1740                            |                                                    | Damrak 23                                     | 52° 22' 35" NB, 4° 53' 49" OL | 858    | Meer afbeeldingen               |
| Pand met gevel onder rechte lijst                                                                                                 | Winkel                   | 18e/19e eeuw                    |                                                    | Damrak 24A,B,C,D                              | 52° 22' 35" NB, 4° 53' 49" OL | 859    | Meer afbeeldingen               |
| De Utrecht: winkelmagazijn | Opslag                   | 1904-1906                       | Jan Frederik Staal en Alexander Jacobus Kropholler | Damrak 26 en 27                               | 52° 22' 35" NB, 4° 53' 49" OL | 518300 | Meer afbeeldingen               |
| De Utrecht: verzekeringskantoor                                                                                                   | Handel en kantoor        | 1904-1906                       | Jan Frederik Staal en Alexander Jacobus Kropholler | Damrak 28,29,30 en Karnemelksteeg 1 en 3      | 52° 22' 34" NB, 4° 53' 48" OL | 518299 | De Utrecht: verzekeringskantoor |
| Pand met gevel onder rechte lijst met consoles                                                                                    | Gebouw                   | eerste helft 19e eeuw           |                                                    | Damrak 33                                     | 52° 22' 34" NB, 4° 53' 47" OL | 860    | Meer afbeeldingen               |
| Pand met halsgevel met rijk gebeeldhouwde gedeelde vleugelstukken en gelobde volutenafdekking waarin ornament                     | Gebouw                   |                                 |                                                    | Damrak 36                                     | 52° 22' 33" NB, 4° 53' 47" OL | 861    | Meer afbeeldingen               |
| Kantoorgebouw in Art Nouveau-stijl                                                                                                | Handel en kantoor        | 1903-1904                       | J.W.F. Hartkamp                                    | Damrak 37 en 38                               | 52° 22' 33" NB, 4° 53' 47" OL | 518424 | Meer afbeeldingen               |
| Hoekhuis met gevel onder rechte triglyfenlijst                                                                                    | Gebouw                   | derde of laatste kwart 18e eeuw |                                                    | Damrak 40                                     | 52° 22' 33" NB, 4° 53' 46" OL | 862    | Meer afbeeldingen               |
| Pand met gevel onder rechte lijst goede roedenverdeling                                                                           | Gebouw                   | 18e/19e eeuw                    |                                                    | Damrak 41                                     | 52° 22' 33" NB, 4° 53' 46" OL | 863    | Meer afbeeldingen               |
| Pand met halsgevel met gedeelde vleugelstukken                                                                                    | Gebouw                   | tweede kwart 18e eeuw           |                                                    | Damrak 50                                     | 52° 22' 31" NB, 4° 53' 44" OL | 864    | Meer afbeeldingen               |
| Pand met halsgevel met geschubde vleugelstukken en lofwerk in de gelobde afdekking                                                | Gebouw                   |                                 |                                                    | Damrak 55                                     | 52° 22' 31" NB, 4° 53' 44" OL | 865    | Meer afbeeldingen               |
| Pand met gevel onder rechte lijst                                                                                                 | Gebouw                   | eerste helft 19e eeuw           |                                                    | Damrak 56                                     | 52° 22' 31" NB, 4° 53' 44" OL | 866    | Meer afbeeldingen               |
| Huis met ingezwenkte halsgevel met volutenafdekking                                                                               | Gebouw                   | 15e-18e eeuw                    |                                                    | Damrak 57                                     | 52° 22' 31" NB, 4° 53' 43" OL | 867    | Meer afbeeldingen               |
| Gaaf bewaard pand in zgn | Gebouw                   | 1886                            |                                                    | Damrak 62                                     | 52° 22' 30" NB, 4° 53' 42" OL | 868    | Meer afbeeldingen               |
| Bankgebouw naar een ontwerp in een sobere art-nouveau-stijl                                                                       | Handel en kantoor        | 1903-1904                       |                                                    | Damrak 80 en 81                               | 52° 22' 27" NB, 4° 53' 39" OL | 518425 | Meer afbeeldingen               |
| Pand met gave gevel onder rijk gesneden lijst met fronton en consoles en oorspronkelijke houten pui                               | Gebouw                   | laatste kwart 18e eeuw          |                                                    | Damrak 83                                     | 52° 22' 27" NB, 4° 53' 39" OL | 869    | Meer afbeeldingen               |
| Hoekhuis met voorgevel onder rijk gebeeldhouwde zandstenen top in de vorm van een gevelhals met ruitpatroon in de vleugelstukken  | Werk-woonhuis            | 1725                            |                                                    | Damrak 85                                     | 52° 22' 27" NB, 4° 53' 39" OL | 870    | Meer afbeeldingen               |